# Sitz im Leben
Sitz im Leben ist ein Fachterminus der Formgeschichte und bezeichnet die mutmaßliche ursprüngliche Entstehungssituation bzw. Funktion eines Textes. Der „Sitz im Leben“ muss bei der Interpretation des Textes für sein Verständnis mitberücksichtigt werden.

## Herkunft
Der Terminus geht auf den deutschen protestantischen Theologen Hermann Gunkel zurück, den Begründer der religionsgeschichtlichen Schule. Heute wird der Terminus auch außerhalb der theologischen Forschung gebraucht, und zwar immer dann, wenn es darum geht, einen Text auf seine soziologisch relevanten Aspekte zu untersuchen. In der Linguistik wird der „Sitz im Leben“ heute durch die Textpragmatik untersucht und bestimmt. Daneben wird in der Prophetenforschung für Texte ein „Sitz im Buch“ gestellt.

## Beispiele
- Klassische Beispiele für einen Sitz im Leben neutestamentlicher Texte sind etwa Missionsreden, das Vorlesen von Briefen und Evangelien im Gottesdienst sowie das Sprechen von Einsetzungsworten und Taufformeln beim Abendmahl und der Taufe.
- Der „Sitz im Leben“ eines Abzählreimes („Ene mene Miste, es rappelt in der Kiste…“) ist, aus einer Gruppe von Kindern eines auszuwählen, das bei einem Spiel den Anfang machen wird.
- Der „Sitz im Leben“ des Ave verum corpus („Sei gegrüßt, wahrer Leib“) ist die Elevation der Hostie bei der Messe bzw. ihre Aussetzung in der Monstranz.